# Бачки Грачац
Бачки Грачац (нем. Filipsdorf или Filipowa, мађ. Szentfülöp) је село у општини Оџаци, у Западнобачком округу, у аутономној покрајини Војводини. Према попису из 2022. било је 1826 становника. Становништво је претежно српско.

## Положај насеља
Бачки Грачац се налази на западу Бачке, између Оџака на југозападу, Лалића на југоистоку, Руског Крстура на истоку, Крушчића на североистоку, Бачког Брестовца на северозападу и Српског Милетића на западу.

## Име
Ранији називи села који су се употребљавали у српском језику били су Филипово и Филипово Село, из чега води порекло и немачки назив — Filipowa или Filipsdorf. У немачком језику су коришћени и називи Kindlingen и Sankt Philipp, док су у мађарском језику коришћени називи Szentfülöp и Szent-Fülöp.

## Историја
Угарски краљ Бела III (1173–1196) у једном документу помиње село Filipova.  1650. године, у доба османске управе, село се помиње под именом Филипово, а било је настањено Србима. 1652. године у селу има седам кућа и манастир, а до 1764. године саграђено је 20 кућа. Године 1762. почело је насељавање Немаца из јужних делова Немачке и Чешке, а они у Филипову граде 60 кућа. 1801. године у селу има 272 куће, а до почетка 20. века тај број је порастао на 535. У ово доба, већину становништва у насељу чинили су Немци, а било је и нешто Срба и Мађара.
Као последицу фашистичке окупације Југославије у Другом светском рату и чињенице да је 95% југословенских Немаца било учлањено у профашистичку организацију "Културбунд" и да је себе декларисало као држављане Трећег рајха, нове послератне југословенске власти су већину немачког становништва тадашње Југославије (укључујући и Немце из Бачког Грачаца) лишиле грађанских права и конфисковале им имовину. Већина југословенских Немаца (око 200.000) је напустила територију Југославије заједно са окупационом немачком војском у повлачењу, док је мањи део њих који је остао на југословенској територији логорисан. После укидања логора, и преостали Немци су се иселили из земље.
После исељавања Немаца, у место је досељено 4.328 колониста, из околине Грачаца у Лици, па село добија садашње име - Бачки Грачац. Максималан број становника у насељу достигнут је 1953. године, после чега је уследила регресија, која је до почетка 21. века у извесној мери ублажена. Заустављању депопулације у великој мери је допринело досељавање прогнаних лица из Хрватске у последњој деценији 20. века.
Овде се налази ФК Борац Бачки Грачац.

## Демографија
Према попису становништва из 2002. године, у насељу је било 2.913 становника, док је према претходном попису из 1991. године било 2.924 становника.
У насељу Бачки Грачац живи 2.446 пунолетних становника, а просечна старост становништва износи 44,1 година (41,9 код мушкараца и 46,2 код жена). У насељу има 1.103 домаћинства, а просечан број чланова по домаћинству је 2,64 (према попису из 2002. године).
Ово насеље је претежно насељено Србима (према попису из 2002. године), а у последња три пописа, примећен је пад у броју становника.
Кретање броја становника кроз историју:
- 1787: 1.538
- 1850: 2.145
- 1880: 3.039
- 1910: 3.811
- 1921: 3.806
- 1931: 4.353
- 1953: 4.394
- 2002: 2.913

|  |

| Демографија | Демографија | Демографија |
| Година      | Становника  | Становника  |
| ----------- | ----------- | ----------- |
| 1948.       | 4.383       |             |
| 1953.       | 4.394       |             |
| 1961.       | 4.284       |             |
| 1971.       | 3.343       |             |
| 1981.       | 2.996       |             |
| 1991.       | 2.924       | 2.838       |
| 2002.       | 2.913       | 2.993       |
| 2011.       | 2.286       | 2.369       |
| 2022.       | 1.826       |             |

| Етнички састав према попису из 2002.‍ | Етнички састав према попису из 2002.‍ | Етнички састав према попису из 2002.‍ | Етнички састав према попису из 2002.‍ | Етнички састав према попису из 2002.‍ |
| ------------------------------------ | ------------------------------------ | ------------------------------------ | ------------------------------------ | ------------------------------------ |
|                                      |                                      |                                      |                                      |                                      |
| Срби                                 | Срби                                 |                                      | 2.810                                | 96,46%                               |
| Роми                                 | Роми                                 |                                      | 11                                   | 0,37%                                |
| Црногорци                            | Црногорци                            |                                      | 9                                    | 0,30%                                |
| Мађари                               | Мађари                               |                                      | 7                                    | 0,24%                                |
| Хрвати                               | Хрвати                               |                                      | 6                                    | 0,20%                                |
| Југословени                          | Југословени                          |                                      | 5                                    | 0,17%                                |
| Словаци                              | Словаци                              |                                      | 3                                    | 0,10%                                |
| Словенци                             | Словенци                             |                                      | 1                                    | 0,03%                                |
| Руси                                 | Руси                                 |                                      | 1                                    | 0,03%                                |
| Румуни                               | Румуни                               |                                      | 1                                    | 0,03%                                |
| Муслимани                            | Муслимани                            |                                      | 1                                    | 0,03%                                |
| Буњевци                              | Буњевци                              |                                      | 1                                    | 0,03%                                |
| Албанци                              | Албанци                              |                                      | 1                                    | 0,03%                                |
| непознато                            | непознато                            |                                      | 23                                   | 0,78%                                |

| \| \| м \| \| \| ж \| \| ? \| 5 \| \| \| 4 \| \| 80+ \| 25 \| \| \| 65 \| \| 75—79 \| 23 \| \| \| 96 \| \| 70—74 \| 88 \| \| \| 116 \| \| 65—69 \| 103 \| \| \| 114 \| \| 60—64 \| 92 \| \| \| 109 \| \| 55—59 \| 79 \| \| \| 80 \| \| 50—54 \| 149 \| \| \| 120 \| \| 45—49 \| 137 \| \| \| 113 \| \| 40—44 \| 89 \| \| \| 97 \| \| 35—39 \| 88 \| \| \| 89 \| \| 30—34 \| 73 \| \| \| 63 \| \| 25—29 \| 82 \| \| \| 76 \| \| 20—24 \| 92 \| \| \| 101 \| \| 15—19 \| 107 \| \| \| 90 \| \| 10—14 \| 86 \| \| \| 61 \| \| 5—9 \| 52 \| \| \| 57 \| \| 0—4 \| 46 \| \| \| 46 \| \| Просек : \| 41,9 \| \| \| 46,2 \| |      |  |  |      |
| |      |  |  |      |
| | м    |  |  | ж    |
| ? | 5    |  |  | 4    |
| 80+ | 25   |  |  | 65   |
| 75—79 | 23   |  |  | 96   |
| 70—74 | 88   |  |  | 116  |
| 65—69 | 103  |  |  | 114  |
| 60—64 | 92   |  |  | 109  |
| 55—59 | 79   |  |  | 80   |
| 50—54 | 149  |  |  | 120  |
| 45—49 | 137  |  |  | 113  |
| 40—44 | 89   |  |  | 97   |
| 35—39 | 88   |  |  | 89   |
| 30—34 | 73   |  |  | 63   |
| 25—29 | 82   |  |  | 76   |
| 20—24 | 92   |  |  | 101  |
| 15—19 | 107  |  |  | 90   |
| 10—14 | 86   |  |  | 61   |
| 5—9 | 52   |  |  | 57   |
| 0—4 | 46   |  |  | 46   |
| Просек : | 41,9 |  |  | 46,2 |

| Година пописа     | 1948. | 1953. | 1961. | 1971. | 1981. | 1991. | 2002. |
| ----------------- | ----- | ----- | ----- | ----- | ----- | ----- | ----- |
| Број домаћинстава | 771   | 820   | 1.034 | 930   | 909   | 955   | 1.103 |

| Број чланова      | 1   | 2   | 3   | 4   | 5  | 6  | 7 | 8 | 9 | 10 и више | Просек |
| ----------------- | --- | --- | --- | --- | -- | -- | - | - | - | --------- | ------ |
| Број домаћинстава | 270 | 313 | 209 | 214 | 63 | 23 | 7 | 4 | 0 | 0         | 2,64   |

| Пол    | Укупно | Неожењен/Неудата | Ожењен/Удата | Удовац/Удовица | Разведен/Разведена | Непознато |
| ------ | ------ | ---------------- | ------------ | -------------- | ------------------ | --------- |
| Мушки  | 1.232  | 414              | 715          | 66             | 31                 | 6         |
| Женски | 1.333  | 278              | 712          | 303            | 36                 | 4         |
| УКУПНО | 2.565  | 692              | 1.427        | 369            | 67                 | 10        |

| Пол    | Укупно                    | Пољопривреда, лов и шумарство | Рибарство                            | Вађење руде и камена | Прерађивачка индустрија       |
| ------ | ------------------------- | ----------------------------- | ------------------------------------ | -------------------- | ----------------------------- |
| Мушки  | 521                       | 150                           | 0                                    | 0                    | 201                           |
| Женски | 300                       | 21                            | 0                                    | 0                    | 94                            |
| Укупно | 821                       | 171                           | 0                                    | 0                    | 295                           |
|        |                           |                               |                                      |                      |                               |
| Пол    | Производња и снабдевање   | Грађевинарство                | Трговина                             | Хотели и ресторани   | Саобраћај, складиштење и везе |
| Мушки  | 0                         | 17                            | 38                                   | 8                    | 37                            |
| Женски | 2                         | 1                             | 71                                   | 9                    | 9                             |
| Укупно | 2                         | 18                            | 109                                  | 17                   | 46                            |
|        |                           |                               |                                      |                      |                               |
| Пол    | Финансијско посредовање   | Некретнине                    | Државна управа и одбрана             | Образовање           | Здравствени и социјални рад   |
| Мушки  | 3                         | 4                             | 25                                   | 7                    | 9                             |
| Женски | 12                        | 1                             | 20                                   | 21                   | 30                            |
| Укупно | 15                        | 5                             | 45                                   | 28                   | 39                            |
|        |                           |                               |                                      |                      |                               |
| Пол    | Остале услужне активности | Приватна домаћинства          | Екстериторијалне организације и тела | Непознато            | Непознато                     |
| Мушки  | 5                         | 0                             | 0                                    | 17                   | 17                            |
| Женски | 4                         | 0                             | 0                                    | 5                    | 5                             |
| Укупно | 9                         | 0                             | 0                                    | 22                   | 22                            |

## Карактеристике насеља
Близина Оџака утицала је на трансформацију села у приградско насеље. Бачки Грачац има основу доста деформисаног правоугаоника и решеткаст распоред улица. Правоугаоник је оријентисан правцем југозапад – североисток. Ширење ка северозападу било је ограничено широком и водоплавном фосилном долином и јамурама. Центар села је лепо уређен на раскрсници две улице, источно од оне којом пролази друм. На том месту се раније налазила немачка црква, а данас су ту све јавне зграде.

## Привреда
Године 2002, пољопривреда је ангажовала само 20,8% активног становништва, док је у индустрији радило њих 36,2%. То не одражава функције Бачког Грачаца, јер овде нема индустријских објеката. Пре Другог светског рата, у селу је радило 8 кудељара и један млин, али су они због нерентабилности затворени. Знатан број људи ради и у другим неаграрним занимањима, а највећи број неаграрног становништва ради у Оџацима.

## Саобраћај
Са саобраћајног становишта, насеље у великој мери има периферан положај. Село је на локалном путу који повезује Оџаке са Стапаром. Поред села је од 1908. године постојала железничка пруга Црвенка – Оџаци, али је саобраћај на њој обустављен 1987. године.

## Познати становници
- Георг Вилдман [Georg Wildmann] (1929-2022), доктор теологије и магистар филозофије. Био је професор на Богословском факултету у Линцу и на колеџима. Издавач Filipowaer Heimatbriefe (Филиповачке домовинске песме). Аутор је осам томова илустроване серије - Filipowa - Bild einer Dunauschwabischen Gemeinde. Објавио је и бројне прилоге у књигама и часописима. Носилац је одликовања "Савезни крст за заслуге" I класе.[8]
- Јосеф Франц Тил [Josef Franz Thiel] (1932-2024), немачки етнолог, професор и антрополог.[9]
- Петер Купфершмит [Peter Kupferschmidt] (1942), немачки фудбалер који је играо за Бајерн Минхен током 1960-их.
- Драган Паскаш, генерал потпуковник, рођен 4.4.1951. године у Бачком Грачацу, Начелник генералштаба Војске Србије и Црне Горе (2004-2006).
- Слободан Орловић (Сарајево, 1972) редовни је професор Правног факултета Универзитета у Новом Саду

## Приказ у култури
Бачки Грачац је опеван у народној песми из Лике, "Лика дала девет генерала", где се песма завршава референцом о насељавању Бачког Грачаца.